# Henning Haslund-Christensen
Henning Haslund-Christensen, född 1896 i Köpenhamn i Danmark, död 1948 i Kabul i Afghanistan, var en dansk expeditionsledare, orientalist och mongolog.
Han kom först till Yttre Mongoliet 1923, och blev - efter att ha varit inblandad i ett misslyckat jordbruks-projekt - involverad i forskning, efter att ha kommit i kontakt med svensken Hertog Larsen (populärt kallad "Mongoliets hertig"). Haslund-Christensen var också med på den svenska geografen Sven Hedins forskningsresor 1927-1930 som karavanförare i Inre Mongoliet och Xinjiang. På resorna samlades det in bland annat mongolisk och uigurisk folkmusik och rituella artefakter.
1930 började han som frilansforskare och expeditionsledare. Han föreläste i Danmark och Sverige, publicerade tre reseböcker och producerade radioprogram om Mongoliet.
Tillbaka i Mongoliet förvärvade han artefakter till de etnografiska samlingar i Nationalmuseet i Köpenhamn. Vidare ledde han två danska centralasiatiska expeditioner 1936–1937 och 1938–1939, som hade som mål att dokumentera den utrotningshotade mongoliska kulturen.
År 1947 tog hans tredje stora forskningsresa honom till Afghanistan, och det var där han dog. Han begravdes i Kabul, inte långt från graven tillhörande sir Aurel Stein - en av pionjärerna inom den centralasiatiska forskningen. 

## Utmärkelser
- Riddare av Dannebrogorden,  1938[2]

[Redigera Wikidata]